# 7238 Коборі
7238 Коборі (7238 Kobori) — астероїд головного поясу, відкритий 27 липня 1989 року.
Тіссеранів параметр щодо Юпітера — 3,562.